# Tech Data
Tech Data, war ein Großhändler (Distributor) von IT-Produkten und Unterhaltungselektronik sowie Telekommunikation tätig und hatte Niederlassungen in Nord- und Südamerika, Asien sowie in vielen europäischen Ländern und galt als weltweit zweitgrößter IT-Distributor hinter Ingram Micro.
Der Unternehmenssitz befand sich im US-amerikanischen Clearwater.
1998 übernahm Tech Data die Computer 2000 AG in München, den deutschen und europäischen Marktführer im Computergroßhandel und Tech Data kam damit auf mehr als 30 Landesniederlassungen. Weltweit war 1996 die Computer 2000 AG noch der drittgrößte IT-Großhändler gewesen, hinter den US-Unternehmen Ingram (heute Ingram Micro) und Merisel (El Segundo, Kalifornien), die 2004 komplett aus dem Markt ausschieden. 2016 übernahm Tech Data die Sparte Technology Solutions des Konkurrenten Avnet (Phoenix, Arizona) für 2,6 Milliarden US-Dollar.
Unterschiedliche Portfoliobereiche decken beispielsweise das Spektrum von Consumer Products über mobile Geräte im Portfolio Endpoint Solutions bis hin zu Unternehmens-IT mit Advanced Solutions ab.
Wichtigste Produktlinien von Advanced Solutions sind die Angebote der Hersteller HP, IBM, Dell und Oracle für Vertriebspartner.
Im November 2019 wurde bekannt gegeben, dass das Investment- und Beteiligungsunternehmen Apollo Global Management Tech Data für 5,4 Milliarden Dollar übernehme. Die Übernahme wurde zu Ende Juni 2020 abgeschlossen. Im März 2021 wurde eine Weiterveräußerung von Tech Data an Synnex für 7,2 Milliarden Dollar bekannt gegeben, was zur Fusion beider Unternehmen zu TD Synnex im September 2021 führte.